# برستهایم
برستهایم (به فرانسوی: Berstheim) یک کمون در فرانسه با جمعیت ۳۸۶ نفر است که در Canton of Haguenau واقع شده‌است.